# Австралія (фільм)
Австралія (англ. Australia) — австралійський епічний романтичний фільм 2008 року, режисером якого виступив Баз Лурманн. У головних ролях знялися Ніколь Кідман і Г'ю Джекмен.
Сюжет фільму розповідає про долю головних героїв, захоплюючи зображення історичних подій (Друга Світова війна, зокрема, бомбування Дарвіна), а також соціальні проблеми (гендерні, расові відносини).
Прем'єра фільму відбулася 18 листопада 2008 року в Сіднеї, Австралія. В Україні фільм вперше було показано 12 лютого 2009 року.

## Сюжет
Події фільму охоплюють час із 1939 року до 1942.
Головна героїня — англійська аристократка Сара Ешлі — у 1939 році вирушає з Великої Британії до Північної Австралії, щоб вмовити чоловіка продати ферму «Далекі доли». На станції її мав зустріти Дровер (чоловік, що переганяє стада на далекі відстані). Та він влаштував бійку в таверні, під час якої розкидав речі леді Ешлі. Дровер і його друзі-негри стають не найкращою кампанією для розніженої леді.
Прибувши на ферму, вона бачить свого чоловіка вбитим. Після похорон працівники ферми вводять її в курс справ, починають називати її «Місіс Бос». Нейл Флетчер — менеджер ферми — переконує леді Ешлі, що головним підозрюваним є абориген-чаклун Кінг Джон. Та за його спиною малий метис Налла говорить, що Флетчер без відома її чоловіка переводив найкращих биків через річку до володінь монополіста-власника рогатого скоту в Австралії — Леслі Керні, адже «Далекі доли» — єдина ферма в Північній Австралії, що не належить йому. Сара Ешлі звільняє Флетчера за зраду. Проте без нього нема кому зібрати її стадо, яке розбрелося по окрузі. Із цим їй допомагає впоратися Дровер.
Налла каже Ешлі, що вона буде такою ж цілючою для цієї землі, як дощ. Дід Кінг Джон вчив його магії, тому він вважає себе «галабом» — чаклуном.
У цей час проводилася політика асиміляції корінного населення Австралії, тому поліція переслідувала метисів і їх виховували у закритому притулку. Коли поліцейський прибуває до ферми, Налла з матір'ю ховаються в контейнері з водою. Тоді драбина в контейнері обривається й вони починають тонути. Матір змогла врятувати хлопчика, та не врятувалася сама. Для того, щоб заспокоїти Наллу, Сара Ешлі намагається розповісти йому казку «Чарівник країни Оз», а потім співає пісню «Над веселкою». Прослухавши її, Налла переконує місіс Бос перегнати биків на корабель. Для того, щоб підняти ферму після загибелі чоловіка, Ешлі треба продати стадо биків для армії. Здійснити це їй допомагають люди, що лишилися на фермі. Разом із ними згодився допомогти й бухгалтер Кіплінґ Флінн, що з'явився в слід за смерчем, якого Налла назвав «вихром» (як у пісні Сари Ешлі).
Нейл Флетчер перешкоджає їм: спочатку він підпалив землю біля стада — бики налякалися й побігли в прірву. Малому Наллові вдалося зупинити ціле стадо, проте під копитами загинув бухгалтер Кіплінг Флінн. Після цього Флетчер отруїв воду, тому до наступного ставу їм прийшлося добиратися через пустелю. Здійснити це їм допоміг дідусь Налли — абориген Кінг Джон.
Сара Ешлі зі своїми помічниками пригнали стадо биків якраз тоді, коли Флетчер підписав документи про продаж стада армії. Та леді Ешлі вдалося погрузити биків на корабель раніше.
У пустелі Сара Ешлі дізналася, що Дровер був одруженим з темношкірою жінкою — сестрою Магаррі, із яким вони товаришують і досі. Жінка загинула через те, що її відмовилися лікувати в госпіталі через колір шкіри. У них у шлюбі не було дітей, як і в шлюбі Сари Ешлі (вона не могла мати дітей).
У місті мав статися благочинний бал. Туди Сара Ешлі запросила Дровера, та він сказав, що його не вважають рівним собі в суспільстві, оскільки він товаришує із темношкірими. Ешлі сказала, що якщо так є зараз, це не означає, що так має бути завжди. Дровер прийшов на бал і цим скасував продаж ферми «Далекі доли» Леслі Керні.
Виявилося, що Нейл Флетчер — незаконний син Керні. Коли Флетчер провалив продаж биків австралійській армії, Керні сказав, що Нейла більше нема в його планах на майбутнє. Тоді Флетчер вбив Керні, підлаштувавши це як загибель від крокодила. Після цього він одружився зі спадкоємицею Керні й продовжив полювати на «Далекі доли».
Сара Ешлі, Дровер і Налла провели два щасливих роки на власній фермі. Та після цього японська армія атакувала Перл-Гарбор і американці вступили в Другу світову війну. Налла в цей час мав вирушити в «подорож» (під час якої він мав пізнати досвід своїх пращурів) із дідом Кінгом Джоном. Ешлі не хотіла відпускати його. Одночасно Дровер вирішив працювати для австралійської армії, чого також не хотіла Сара. Дроверу не сподобалося, що вона обмежує свободу його і хлопця Налла, тому нагадав їй, що не є батьком Налли, тож не має дбати про нього. Сара сказала, що якщо Дровер піде, краще йому вже не повертатися до «Далеких долей». Дровер і Нулла пішли з ферми. Сара вирушила на пошуки хлопця.
У цей час через можливу атаку з боку японської армії почалася евакуація деякий міст в Австралії. Хлопця Наллу з дідом схопили — Кінга Джона заарештували, а малого, як і решту метисів, відправили на небезпечний Острів Місії, де лишали їх разом із католицькими місіонерами. Побачивши, як Налла відбуває на острів, Ешлі пообіцяла повернути його. Нейл Флетчер переконав, що якщо Сара продасть йому свою ферму, він поверне їй хлопця.
Сара Ешлі влаштувалася працювати в місті Дарвін. 19 лютого 1942 року почався обстріл японської армії міста, під час якого загинула 251 людина (ці події увійшли в історію під назвою «австралійський Перл-Гарбор»). Магаррі переконав Дровера, що він має повернутися до Сари Ешлі й Налли. Дровер зрозумів, що зробив велику помилку, залишивши Ешлі, тому пішов до Дарвіна. Там штаб, де працювала Ешлі, палав у вогні. Йому повідомили, що Сара загинула.
Дровер із Магаррі вирушив до таверни. Власник не дозволив увійти темношкірому Магаррі. Розлючений Дровер змусив його вважати Магаррі рівним собі: «Якщо так є зараз, це не означає, що так має бути завжди» — повторив він слова Ешлі. Тоді разом із Магаррі він вирушив на острів Місії, хоча йому повідомили, що всі діти загинули, оскільки цей острів бомбували першим. Та на місці виявилося, що кілька десятків дітей врятувалися. Серед них був і Налла — хлопець переконався, що його магія діє, адже він кликав Дровера своєю піснею. Магаррі ціною власного життя допоміг дітям і Дроверу втекти з острова.
У штабі в той час виявилося, що загинула не Сара Ешлі, а її подруга — дружина Нейла Флетчера. Тих, що вижили після бомбування, евакуювали з міста, та Ешлі не спішила залишати надію на те, щоб знайти Дровера й хлопчика. Тоді Налла почав грати на губній гармоніці загиблого бухгалтера Кіплінга Флінна. Музику почула Ешлі й вибігла до Налли й Дровера. Утрьох вони мали вирушити до безпечної ферми. Але Наллу побачив Нейл Флетчер, який нещодавно втратив дружину. Він звинуватив метиса в усіх своїх бідах і хотів його вбити, та це його завадив зробити Кінг Джон, що під час бомбування вибрався з будівлі. Врятувавши малого, Кінг Джон говорить Флетчеру — «Він твій син. І мій онук».
Сара і Дровер продовжили мирне життя на фермі, й жінка відпустила Наллу у «подорож» із дідом.

## У головних ролях
- Ніколь Кідман — Сара Ешлі;
- Г'ю Джекмен — Дровер;
- Девід Венгем — Нейлі Флетчер — менеджер «Далеких долей», незаконний син монополіста Леслі Корні, що планує викупити ферму Сари Ешлі;
- Браян Браун — Леслі Корні;
- Джек Томпсон — Кіплінґ Флінн — бухгалтер-пияка, що загинув під копитами худоби;
- Девід Гулпіліл — абориген-чаклун, дідусь Налли;
- Брендон Волтерз — метис Налла, від імені якого ведеться розповідь фільму;
- Девід Нгоомбуярра — Магаррі — брат загиблої дружини Дровера, його товариш, що жертвує власним життям для порятунку дітей-метисів;
- Бен Мендельсон — капітан Емметт Даттон — офіцер австралійської армії, відповідальний за постачання яловичини в армію;
- Брюс Спенс — доктор Баркер ;
- Сенді Гор — Глорія Корні — дружина Леслі Корні;
- Ессі Девіс — донька Леслі й Сенді Корні, дружина Нейла Флетчера, подружка Сари Ешлі;
- Урсула Йовіч — Дейзі — мати Налли;
- Ясек Коман — Іван — власник таверни й готелю в Дарвіні;
- Філімон Іордакі; - каскадер трюки з кіньми;

## Факти
- Спочатку головну чоловічу роль — Дровера — мав виконати Рассел Кроу, проте Баз Лурман мав знайти іншу кандидатуру через зависокі гонорари Кроу.[4]

## Кінокритика
Режисер фільму стилізував його під казку, що розповідає малий метис Налла. У цій казці прекрасною принцесою є Сара, лицарем — Дровер, а добрим чарівником стає дідусь хлопчика.
Лейтмотивом «Австралії» є інший фільм-казка «Чарівник країни Оз» Віктора Флемінґа (яка згадується кілька разів у фільмі: спочатку Сара Ешлі розповідає хлопчикові історію, а потім Нулла бачить екранізацію казки 1939 року в кіно). Леді Сара із друзями, як і Дороті, повинні пройти через незнайому та небезпечну країну, побороти негідників, здійснити мрії, отримати допомогу від доброго чарівника і повернутись додому.
Серед мінусів «Австрілії» Анна Кулінська в «Українська правда Життя» відмітила візуальні ефекти, що ускладнили й гальмували стрічку. Також вона назвала фільм «занадто жорстоким» для любителів мелодрами.
Роджер Іберт у своєму відгуку написав: „Баз Лурман мріяв створити австралійське «Віднесені вітром», і так і вийшло“. Його оцінка фільмові — три з чотирьох зірочок. 
На сайті Rotten Tomatoes кінофільм отримав рейтинг у 54% (107 схвальних відгуків і 90 несхвальних).
На сайті Metacritic рейтинг фільму становить 53.